# Temora kerguelensis
Temora kerguelensis é uma espécie de crustáceo, um copépode marinho da família Temoridae. Foi descrita pela primeira vez pelo médico e oceanógrafo inglês Richard Norris Wolfenden em 1911. Os espécimes adultos medem cerca de 2 mm. A espécie foi registrada em mares sub-antárticos.